# یوریا کیزاکی
یوریا کیزاکی (انگلیسی: Yuria Kizaki؛ زادهٔ ۱۱ فوریهٔ ۱۹۹۶) موسیقی‌دان اهل ژاپن است.